# Эванс, Найджел
Найджел Эванс (англ. Nigel Martin Evans, 10 ноября 1957 в Суонси (Уэльс)) — британский политик, заместитель спикера палаты общин с 2010 по 2013 год.

## Биография
Найджел Эванс получил степень бакалавра искусств в области политики в Университете Суонси.
C 1992 года Найджел Эванс является членом парламента.
Он член Консервативной партии Великобритании.
В конце 2010 года заявил, что имеет нетрадиционную сексуальную ориентацию. Политик объяснил, что «устал жить во лжи».
В мае 2013 года стал участником скандала, двое мужчин подали на него заявление об изнасиловании и сексуальных домогательствах. Найджел всё отрицал.
10 сентября 2013 года Королевская прокурорская служба Великобритании предъявила Найджел Эвансу обвинение в преступлениях сексуального характера по восьми случаям. После этого вице-спикер палаты общин британского парламента объявил о своей отставке.
В апреле 2014 года политик был оправдан по всем пунктам обвинений.
В 2015 году снова выиграл выборы.
9 января 2020 года был избран заместителем спикера Палаты общин.